# Lamoso
Lamoso é uma povoação portuguesa do Município de Paços de Ferreira que foi sede da extinta Freguesia de Lamoso, freguesia que tinha 3,02 km² de área e 1 613 habitantes (2011), e, por isso, uma densidade populacional de 534,1 hab/km².
A Freguesia de Lamoso foi extinta em 2013, no âmbito de uma reforma administrativa nacional, tendo sido agregada às Freguesias de Sanfins e de Codessos para formar uma nova freguesia denominada Sanfins Lamoso Codessos..

## História
Há alguns anos, antes da designação das Ruas, encontrava-se subdividida em Lugares, nomeadamente: Lugar de Salgueiras, Lugar de Bairros, Lugar de Cavaleiros, Lugar de Condomínhas e o Lugar da Costada. Apesar de estes lugares já não existirem, as Romarias ainda são feitas com a disputa amigável destes lugares, onde normalmente é disputado por um Leilão de Rancho Foclórico onde os particpantes são pessoas que habitam nestes antigos lugares, no final é aleiloado prendas (Bolos, Aperitivos, Vasos, Lenha, etc) onde o Lugar que obter mais dinheiro com este leilão é o Vencedor; A festa da aldeia é sepmpre realizada quarenta dias após a Páscoa.
Lamoso tem uma pequena igreja, restaurada em 2007, onde se manteve todas as linhas dos altares respeitando assim as suas origens, foi calcetado o exterior, criando com marmore um corredor a fim das pessoas puderem satisfazer suas promessas, que normalmente são feitas por pessoas grávidas que pedem à N.ª Senhora da Hora que as ajudem na hora de ter o seu filho. Em frente à igreja do seu lado esquerdo tem o Salão Paroquial, onde no Rés-do-Chão tem um pequeno refeitório para servir almoços às crianças que frequentam tanto a Pré-Primária como a Escola Primária, e salas para ao fim-de-semana ser praticada a catequese. O primeio andar é uma sala de espéctaculos, onde por vezes é lá celebrada a Eucaristia devido a ser maior que a Igreja Paroquial.
Fundando em 2010, o Grupo Etapa Jovem é um grupo religioso constituído por jovens dinâmicos e envolvidos na sociedade e freguesia que  participam e organizam eventos e atividades solidárias como forma de enriquecer a comunidade. Todos os anos, estão presentes nas festas da Nossa Senhora da Hora com o Etapa Jovem Bar numa tentativa de entreter as pessoas mais jovens.
Lamoso possuí também um Campo de Jogos, onde existe competições oficiais da AF Porto, e a freguesia é representada pela Associação Juventude em Movimento de Lamoso (AJM Lamoso), possuindo várias equipas de futebol em diversos escalões etários.
Em geral é uma população Jovem, onde a taxa de natalidade é bastante elevada e a de mortalidade baixa.
Possuí bastantes espaços verdes, e em termos de construções é na maior parte casas individuais, existindo em pouca quantidade, apartamentos.

## População
| População da freguesia de Lamoso | População da freguesia de Lamoso | População da freguesia de Lamoso | População da freguesia de Lamoso | População da freguesia de Lamoso | População da freguesia de Lamoso | População da freguesia de Lamoso | População da freguesia de Lamoso | População da freguesia de Lamoso | População da freguesia de Lamoso | População da freguesia de Lamoso | População da freguesia de Lamoso | População da freguesia de Lamoso | População da freguesia de Lamoso | População da freguesia de Lamoso |
| -------------------------------- | -------------------------------- | -------------------------------- | -------------------------------- | -------------------------------- | -------------------------------- | -------------------------------- | -------------------------------- | -------------------------------- | -------------------------------- | -------------------------------- | -------------------------------- | -------------------------------- | -------------------------------- | -------------------------------- |
| 1864                             | 1878                             | 1890                             | 1900                             | 1911                             | 1920                             | 1930                             | 1940                             | 1950                             | 1960                             | 1970                             | 1981                             | 1991                             | 2001                             | 2011                             |
| 333                              | 293                              | 308                              | 370                              | 621                              | 596                              | 712                              | 602                              | 676                              | 790                              | 890                              | 1 285                            | 1 474                            | 1 710                            | 1 613                            |

| Distribuição da População por Grupos Etários | Distribuição da População por Grupos Etários | Distribuição da População por Grupos Etários | Distribuição da População por Grupos Etários | Distribuição da População por Grupos Etários | Distribuição da População por Grupos Etários | Distribuição da População por Grupos Etários | Distribuição da População por Grupos Etários | Distribuição da População por Grupos Etários | Distribuição da População por Grupos Etários |
| -------------------------------------------- | -------------------------------------------- | -------------------------------------------- | -------------------------------------------- | -------------------------------------------- | -------------------------------------------- | -------------------------------------------- | -------------------------------------------- | -------------------------------------------- | -------------------------------------------- |
| Ano                                          | 0-14 Anos                                    | 15-24 Anos                                   | 25-64 Anos                                   | > 65 Anos                                    |                                              | 0-14 Anos                                    | 15-24 Anos                                   | 25-64 Anos                                   | > 65 Anos                                    |
| 2001                                         | 415                                          | 273                                          | 891                                          | 131                                          |                                              | 24,3%                                        | 16,0%                                        | 52,1%                                        | 7,7%                                         |
| 2011                                         | 332                                          | 208                                          | 914                                          | 159                                          |                                              | 20,6%                                        | 12,9%                                        | 56,7%                                        | 9,9%                                         |

Nos anos de 1911 a 1950 tinha anexada a freguesia de Lamoso. Contudo, nos censos de 1940 e 1950 figuram como freguesias distintas. Pelo decreto-lei nº 40.871, de 23/11/1956, passaram de novo a ser freguesias autónomas

## Património
- Forno dos Mouros (Dolmen no terreno Leira Longa)
- Cascata da Faia da Água Alta